# Força Tarefa Phoenix
A Força Tarefa Phoenix, ou mais propriamente conhecida como Força Tarefa Conjunta Combinada Phoenix, foi uma formação militar internacional. Foi organizado pelo Comando Central dos Estados Unidos (CENTCOM) em 2003-2004 para treinar e orientar o recém-criado Exército Nacional Afegão e as  Forças de Segurança Nacional Afegãs para estabelecer e manter a lei e a ordem em todo o Afeganistão usando equipes de treinamento incorporadas (ETT). 

## Histórico
Imediatamente após o colapso do regime talibã, soldados da 10ª Divisão de Montanha iniciaram o desenvolvimento inicial do Exército Nacional Afegão (ANA) como Força-Tarefa Phoenix. 

### Missão
Uma das primeiras declarações de missão para a formação parece ter sido: "A Força-Tarefa Conjunta da Coalizão PHOENIX executa um amplo programa de treinamento, orientação e assistência para permitir que o Exército Nacional do Afeganistão (ANA) coloque em campo uma Força-Tarefa Central pronta para a missão, não depois de junho de 2004."  

### Unidades
As primeiras unidades envolvidas com a força tarefa Phoenix eram da 10ª Divisão de Montanha de Fort Drum, Nova York. Uma vez que a 10ª Divisão de Montanha voltou para casa, a missão foi assumida por unidades da Guarda Nacional do Exército e outros membros da coalizão. 
A Phoenix II (fase 2) construiu o primeiro Corpo Afegão – o Corpo Central, agora 201º Corpo (Afeganistão) – em Cabul, Afeganistão. Phoenix II foi criado pela Guarda Nacional do Exército da 45ª Brigada de Infantaria-Oklahoma. O batalhão de apoio de base da Força-Tarefa Phoenix II serviu como comando de logística para o Exército Nacional Afegão, fornecendo todo o apoio logístico para um exército que conduzia operações de combate em todo o país. Durante essa rotação, a brigada aumentou o tamanho do Exército Nacional Afegão para mais de 14.000, além de colocar em campo uma força do tamanho de um corpo antes do previsto. Em agosto de 2004, a brigada foi substituída nesta missão pela 76ª Brigada de Infantaria-Guarda Nacional do Exército Indiano, e posteriormente voltou para casa nos Estados Unidos. 
A fase 3 (Phoenix III) assumiu a difícil tarefa de dividir esse Corpo em cinco Corpos separados e localizá-los em todo o país em cinco centros estratégicos. A fase 4 - Phoenix IV ( Equipe de Combate da 53ª Brigada de Infantaria dos EUA - Guarda Nacional do Exército da Flórida) trabalhou para fortalecer esse Corpo com força total. O Grupo de Assistência ao Treinamento da Força Phoenix IV (209º Regimento-Guarda Nacional do Exército de Nebraska e 211º Regimento-Guarda Nacional do Exército da Flórida) estacionado em Camp Alamo (dentro do Centro de Treinamento Militar de Cabul) implementou grandes melhorias nos programas de Treinamento Individual Básico e Avançado. 
A Força-Tarefa da Fase 5 - Phoenix V (41ª Brigada de Infantaria-Guarda Nacional do Exército do Oregon) foi a quinta rotação de treinamento do exército do Afeganistão.  A missão continuou a se expandir com força tarefa Phoenix V assumindo responsabilidades adicionais associadas ao treinamento e apoio à Polícia Nacional Afegã(ANP), além de continuar a treinar e orientar a crescente do exército do Afeganistão. 
A Força Tarefa Phoenix V era composta principalmente por soldados da Guarda Nacional do Exército dos EUA, com membros representando 49 dos 50 estados. Além disso, eles tinham elementos dos componentes regulares e de reserva do pessoal da Marinha, Força Aérea e Corpo de Fuzileiros Navais anexados. Mais tarde, a responsabilidade pelas missões Phoenix foi atribuída à 27ª Brigada de Combate da Guarda Nacional do Exército de Nova York assumiu o comando da Força-Tarefa Phoenix em 19 de abril de 2008 da 218º Brigada de Combate, Guarda Nacional do Exército da Carolina do Sul . Eles foram aliviados em 19 de dezembro de 2008 pela 33ª Brigada de Combate da Guarda Nacional do Exército de Illinois. Em 2009, a Equipe de Combate da 48ª Brigada de Infantaria da  Guarda Nacional da Geórgia assumiu o comando da Força-Tarefa Phoenix IX (Fase 9).
A missão da Força-Tarefa Phoenix consistiu em treinar, orientar e orientar as forças armadas afegãs. Além do exército afegão, a força era composta pela força aérea afegã, guarda de fronteira afegã e polícia nacional do Afeganistão. A Força-Tarefa Phoenix consistia em cinco comandos regionais que correspondiam às cinco regiões do corpo das forças armadas afegãs. 
Inicialmente, esses subcomandos foram denominados Comandos Consultivos do Corpo Regional (RCAC) e Comandos Consultivos Regionais da Polícia (Comando Sul, Comando Oeste, Comando Leste, Comando Central e Comando Norte - RCAC/RPAC-S, RCAC/RPAC-W, RCAC/RPAC-E, RCAC/RPAC-C e RCAC /RPAC-N). Em 2007, esses subcomandos foram colocados sob os recém-criados Comandos de Integração de Segurança Regional do Afeganistão (ARSIC). O comando de integração incluiu equipes ampliadas para logística e administração para melhor apoiar o RCAC e o RPAC. 
Além das cinco regiões existentes, uma sexta foi adicionada para a área da capital de Cabul: comandos estratégicos - ARSIC-Oeste (ARSIC-W), ARSIC-Sudoeste (ARSIC-SW), ARSIC-Sul (ARSIC-S), ARSIC-Capital ( ARSIC-C), ARSIC-Norte (ARSIC-N) e ARSIC-Leste (ARSIC-E). O ARSIC-Sul, por exemplo, estava estacionado no Campo Aéreo de Kandahar. Um exemplo – o ARSIC (comando estratégico) caiu sob o comando da Força Tarefa Conjunta Combinada Phoenix, com base em Camp Phoenix, Cabul, e do Comando Combinado de Transição Estratégica do Afeganistão (CSTC-A), com sede em Camp Eggers, Cabul. Com a adição de pessoal das forças de coalizão de nações como Canadá, Reino Unido, Holanda, Austrália e França, os comandos estratégicos foram considerados comandos de coalizão multinacional. No entanto, o corpo de comandos regionais e os corpos regionais de polícia tendiam a manter a integridade nacional e a maioria era composta por membros da Guarda Nacional do Exército. Os comandos estratégicos não estavam sob ordens da Força Internacional de Assistência à Segurança -(ISAF). 

### Dissolução
A Força Tarefa Phoenix acabou por ser dissolvida.  Com o estabelecimento da Missão de Treinamento da OTAN-Afeganistão (NTM-A) e do Comando Combinado de Transição de Segurança – Afeganistão (CSTC-A), a necessidade da Força Phoenix diminuiu. A missão das forças-tarefa mudou de treinamento para apoio às muitas bases da coalizão na área de Cabul. Seu nome foi alterado para Agrupamentos Integrado de Comandos da base de Cabul ou KBC. 
O retorno do Talebã ao poder em 15/08/2021 e a criação do Emirado do Afeganistão representaram o fim de todas as iniciativas de internacionais de estabilização do Afeganistão até então desenvolvidas, sobretudo o fim de todo o esforço norte-americano para tentar construir uma democracia em padrões ocidentais naquele país. Após a saída do exército norte-americano, as forças afegãs locais simplesmente se evaporaram, ante o avanço dos Talebãs.   